# Dům Paša
Dům Paša, původního názvu Pascha, stojí ve Vřídelní ulici v městské památkové zóně v Karlových Varech. Postaven byl v roce 1909 ve stylu pozdní secese s prvky počínajícího kubismu. 

## Historie
Dům nechal postavit v letech 1908–1909 na místě staršího objektu stavebník Karl Steiner a dal mu jméno Pascha (česky Paša). Stavbu realizovala místní stavební firma stavitele Josefa Walderta, zřejmě společně se stavební firmou architekta Karla Hellera. Ten je pravděpodobně i autorem architektonické podoby domu.

## Ze současnosti
V roce 2014 byl dům uveden v Programu regenerace Městské památkové zóny Karlovy Vary 2014–2024 v části II. (tabulková část 1–5 Přehledy) v seznamu památkově hodnotných objektů na území MPZ Karlovy Vary s aktuálním stavem „vyhovující“.
V současnosti (listopad 2021) je objekt evidován jako bytový dům v majetku společenství vlastníků jednotek.

## Popis
Dům se nachází v městské památkové zóně v ulici Vřídelní 136/55. Uliční průčelí má pozdně secesní fasádu řešenou s užitím kubizujících prvků. Nese ostře řezané tvary konzolek pod balkóny, pětiboké záklenky oken v posledním podstřešním patře a vějířovitě zalamované štíty vikýřů doplněné secesními rozvilinami, rozetami a vavřínovými festony.
Dům patří k nejzajímavějším příkladům přechodu pozdní secese ke kubizujícím formám rané moderny v Karlových Varech.